# Radoszyce (Powiat Konecki)
Radoszyce ist eine Stadt im Powiat Konecki der Woiwodschaft Heiligkreuz in Polen. Sie hat mehr als 3000 Einwohner und ist Sitz der gleichnamigen Stadt-und-Land-Gemeinde mit etwa 9000 Einwohnern.

## Geschichte

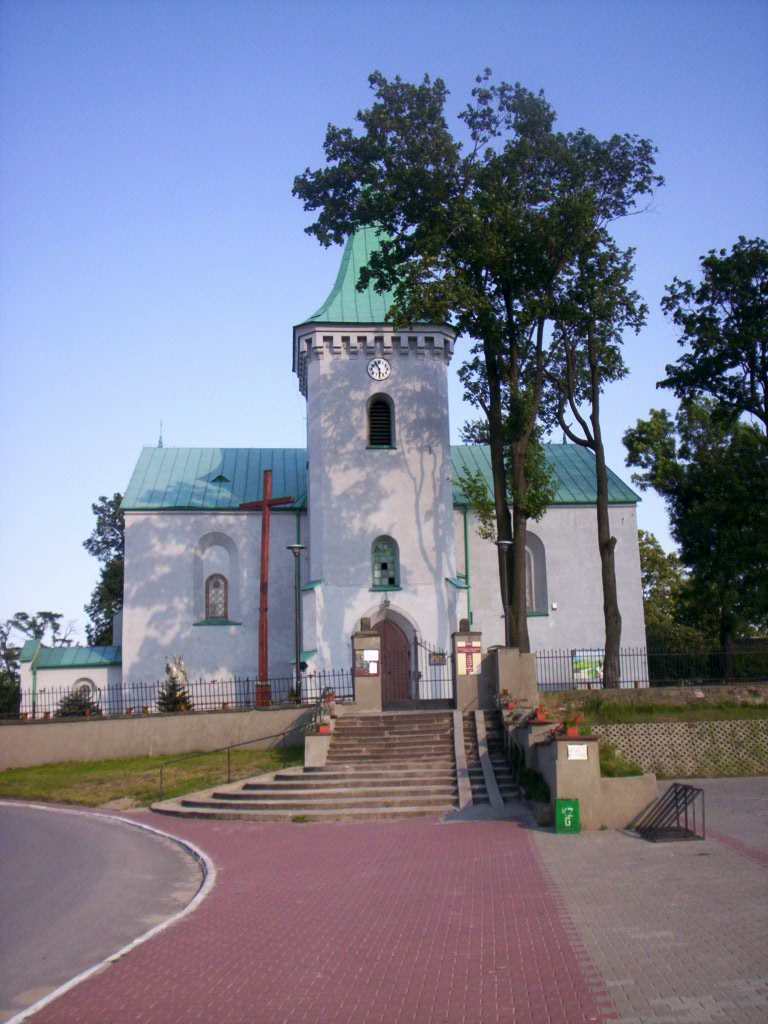
Kirche von 1846/1902

Der Ort gehörte von 1975 bis 1998 zur Woiwodschaft Kielce. Die Stadt erhielt zum 1. Januar 2018 ihre 1370 erteilten und zum 13. Januar 1870 entzogenen Stadtrechte wieder.
Bürgermeister ist gegenwärtig Michał Pękala, er wurde bei den Kommunalwahlen 2018 gewählt bzw. bestätigt.

## Gemeinde
Die Stadt-und-Land-Gemeinde (gmina miejsko-wiejska) Radoszyce hat eine Fläche 146,7 Quadratkilometern und besteht aus der namensgebenden Stadt und einer Reihe von Dörfern und Siedlungen.